# 밀양 분기점
밀양 분기점(密陽分岐點, Miryang Junction, 밀양JC)은 경상남도 밀양시 산외면 남기리에 설치된 함양울산고속도로와 중앙고속도로가 만나는 분기점이다.

## 역사
- 2014년 6월 2일 : 2020년까지 분기점 신설을 위해 밀양시 도시계획시설 교통광장에 산외면 남기리 일원을 고시[1]
- 2016년 3월 22일 : 2020년까지 분기점 선형 변경을 위해 밀양시 도시계획시설 교통광장 면적 변경[2]
- 2020년 12월 11일 : 함양울산고속도로 밀양 분기점 ~ 울주 분기점 개통과 함께 통행개시[3]
- 2024년 12월 28일 : 창녕 분기점 방향 개통

## 구조물 정보
복합형 입체 교차로이며, 이와 같은 형태로는 도리 분기점이 있고, 아직 창녕 분기점 ~ 서밀양 나들목 구간이 개통되지 않았기 때문에 트럼펫형,직결형 복합 입체교차로로 우선 개통하였다. 2024년 12월 28일  창녕 분기점 ~ 서밀양 나들목 구간이 트럼펫형,Y자형 입체교차로로 변형되어 개통되었다.
- 위치 : 경상남도 밀양시 산외면 남기리

## 접속하는 노선

### 함양・울산・포항방면
- 함양울산고속도로 (8번)
- 동해고속도로 (13번)

### 부산・춘천방면
- 중앙고속도로 (7-1번)